# 1996 dans les chemins de fer
Chronologie des chemins de fer
1995 dans les chemins de fer - 1996 - 1997 dans les chemins de fer

## Évènements

### Janvier
- 1er janvier. Pays-Bas : les chemins de fer néerlandais, Nederlandse Spoorwegen, sont scindés en quatre filiales autonomes, NS Cargo, NS Passagieren, NS Stations et NS Real Estate, chargées respectivement de la gestion du trafic de marchandises, du trafic de voyageurs, des gares et du patrimoine immobilier.
- 21 janvier. Chine : inauguration de la nouvelle gare de Pékin-Ouest (Beijing-Xi), la plus grande d'Asie (500 000 m2 de surface).
- 29 janvier. Belgique-France : mise en circulation des premières rames Thalys entre Paris et Bruxelles (temps de parcours : 2 h 14 min).

### Février
- 14 février. Viêt Nam : rétablissement de la liaison ferroviaire internationale Hanoï-Pékin (2792 km), interrompue depuis 1979.
- 24 février. Royaume-Uni : la compagnie américaine Wisconsin Central Transportation Corporation (WCTC) acquiert les compagnies de fret Transrail, Loadhaul et Mainline Freight, issues du démantèlement de British Rail. Elles seront regroupées avec Rail Express System rachetée précédemment, sous le nom d'EWS (English, Welsh and Scottish Railway).

### Mars
- 15 mars. États-Unis : Amtrak chosiit le matériel American Flyer construit par Bombardier et Gec-Alsthom. Ce matériel pendulaire, dérivé du TGV français est destiné au futur service Acela.
- 18 mars. France : début du chantier de renouvellement du ballast de la ligne à grande vitesse Paris-Lyon, chantier destiné à durer dix ans.
- Mars. Ukraine : reconstruction à l'écartement normal (1 435 mm) de la ligne Lvov-frontière polonaise pour faciliter les liaisons avec l'Europe. Le réseau ukrainien a été mis à l'écartement russe en 1945.

### Avril
- 12 avril. Grande-Bretagne : la concession du réseau South central est attribué pour sept ans à la société française CGEA.
- 25 avril en France : remise en service complète de la ligne Nice - Digne des Chemins de fer de Provence interceptée par la crue dévastatrice du Var en 1994.

### Mai
- 10 mai. Iran-Turkménistan : inauguration du tronçon international entre Mashhad (Iran) et Tajan (Turkménistan), qui autorise une liaison ferroviaire de Téhéran à Tachkent (mais avec changement d'écartement à la gare-frontière de Sarrakhs).

### Juillet
- 3 juillet. États-Unis : la fusion de l'Union Pacific et du Southern Pacific est approuvée par le STP (Surface Transportation Board). Le nouvel ensemble constitue l'un des deux plus grands réseaux de chemin de fer des États-Unis avec le BNSF.
- 4 juillet. France : le président de la SNCF, Loïk Le Floch-Prigent, mis en examen dans le cadre de l'affaire Elf-Bidermann, est écroué à la prison de la Santé à Paris.
- 24 juillet. France : Louis Gallois, PDG de l'Aérospatiale est nommé président de la SNCF.
- 26 juillet. Japon : un train à grande vitesse Shinkansen, la rame expérimentale 300 X, atteint 443 km/h sur la ligne du Tokaido.
- 30 juillet. Union européenne : publication d'un livre blanc intitulé « une stratégie pour revitaliser les chemins de fer communautaires ».

### Septembre
- 1er septembre. Chine : inauguration de la nouvelle ligne ferroviaire Jing Jiu, liaison longue de 2 553 km, qui relie directement Pékin à Kowloon près de Hong Kong.
- 15 septembre. Italie : le président des Ferrovie dello Stato, Lorenzo Necci, impliqué dans une affaire de corruption, est écroué à la prison de La Spezia. Il est remplacé le 27 septembre par Giancarlo Cimoli.
- 29 septembre. France-Italie: mise en service d'une liaison directe par TGV (trois allers et retours quotidiens) entre Paris, Turin et Milan.

### Novembre
- 18 novembre. France : l'incendie d'un camion se propageant dans une navette Le Shuttle endommage gravement le tunnel sous la Manche sur plus d'un kilomètre. Aucune victime n'est à déplorer.

### Décembre
- 3 décembre. France : un attentat à la bombe dans une rame du RER B (RATP) à la station Port-Royal fait quatre morts et 170 blessés.
- 19 décembre. France : première mise en circulation des rames TGV Duplex, offrant 516 places sur deux niveaux, entre Paris et Lyon.

## Marquages et livrées
- SNCF : Lancement du programme de modernisation des voitures Corail ; apparition de la livrée Corail plus (portes bicolores).